# Nanouk Leopold
Nanouk Leopold (* 25. Juli 1968 in Rotterdam, Niederlande) ist eine niederländische Filmregisseurin und Drehbuchautorin.

## Leben und Werk
Leopold studierte zunächst an einer Kunsthochschule im Bereich Multimedia und Monumentalkunst. Sie arbeitete dabei mit Räumen, Orten und Installationen und fotografierte. Sie wechselte zum Regie- und Drehbuchstudium an der Nederlandse Film en Televisie Academie in Amsterdam, das sie 1997 abschloss. Ihre Abschlussarbeit an der Akademie,  Weekend, wurde 1998 im niederländischen Fernsehen gezeigt und wurde im selben Jahr mit dem niederländischen Tuschinski Film Award ausgezeichnet. 1999 folgte ihr Fernseh-Kurzfilm Max Lupa. Ihr erster Spielfilm Îles flottantes (Schwimmende Inseln) wurde 2001 von dem niederländischen öffentlich-rechtlichen Sender VPRO gezeigt. Der Film war Teil des Projektes No more Heroes. In diesem Projekt debütierten auch die  niederländischen Regisseure Martin Koolhoven und Michiel van Jaarsveld mit ihren Spielfilmen. Îles flottantes erhielt beim International Film Festival Rotterdam den Tiger Award.

## Filme
Leopolds Spielfilm Fremd im eigenen Leben aus dem Jahre 2005 erhielt für die Beste Regie den Preis Goldenes Kalb beim Niederländischen Filmfestival 2005, sowie den Preis für die Beste Hauptdarstellerin und im gleichen Jahr den Preis der Niederländischen Filmkritik.
Der Film nahm auch an der Reihe Quinzaine des réalisateurs der Internationalen Filmfestspiele von Cannes 2005 teil. Ihr Film Wolfsbergen aus dem Jahre 2007 ist ein gemächlicher Film mit viel Stille, ohne Musik und mit wenigen Gesprächen, der bei der Berlinale des gleichen Jahres Premiere hatte.
2010 drehte Leopold den Spielfilm Brownian Movement mit der deutschen Schauspielerin Sandra Hüller in der Hauptrolle, für den sie auch das Drehbuch schrieb. Der Film wurde am 15. Januar 2013 und am 3. Juli 2014 vom Fernsehsender 3sat ausgestrahlt.
Leopolds Film mit dem Titel Oben ist es still (Boven is het stil) nach dem gleichnamigen Roman von Gerbrand Bakker, bei welchem sie erneut für Regie und Drehbuch verantwortlich zeichnete, hatte bei der Berlinale 2013 Premiere.

## Filmografie
- 2005: Fremd im eigenen Leben (Guernsey)
- 2007: Wolfsbergen
- 2010: Brownian Movement
- 2013: Oben ist es still (Boven is het stil)
- 2018: Cobain